# 戸塚鋏町
戸塚鋏町（とづかはさみちょう）は、埼玉県川口市の町名。現行行政地名は戸塚鋏町のみ。丁番を持たない単独町名である。住居表示実施地区。郵便番号は333-0805。

## 地理
川口市の東部に位置する。区画整理により誕生した町名で、戸塚安行駅至近に位置し、主に住宅地となっている。東を伝右川が流れる。

## 沿革
- 1980年（昭和55年）11月1日 - 大字戸塚から戸塚鋏町が分離し成立[5]。

## 世帯数と人口
2018年（平成30年）3月1日現在の世帯数と人口は以下の通りである。
| 町丁     | 世帯数  | 人口    |
| -------- | ------- | ------- |
| 戸塚鋏町 | 848世帯 | 1,978人 |

## 小・中学校の学区
市立小・中学校に通う場合、学区（校区）は以下の通りとなる。
| 番地 | 小学校                 | 中学校             |
| ---- | ---------------------- | ------------------ |
| 全域 | 川口市立戸塚綾瀬小学校 | 川口市立戸塚中学校 |

## 交通

### 鉄道
地区内に鉄道は敷設されていない。埼玉高速鉄道戸塚安行駅からほど近い。

### 道路
- 都市計画道路 南浦和越谷線
- けやき通り

## 施設
- 川口市立戸塚中学校
- 戸塚南公園
- 戸塚はさみ公園